# Safiental
Safiental (toponimo tedesco; in romancio Val Stussavgia ) è un comune svizzero di 942 abitanti del Canton Grigioni, nella regione Surselva.

## Geografia fisica
Il comune si trova nella val Safien.

## Storia
Il comune di Safiental è stato istituito il 1º gennaio 2013 con la fusione dei comuni soppressi di Safien, Tenna, Valendas e Versam; capoluogo comunale è Safien.

## Geografia antropica

### Frazioni
Le frazioni di Safiental sono:
- Safien[1]
  - Camana
  - Malönja/Thalkirch
  - Salpänna/Neukirch
  - Zalön/Safien-Platz
- Tenna[6]
  - Acla
  - Ausserberg
  - Egschi
  - Innerberg
  - Mitte
- Valendas[7]
  - Brün
  - Carrera
  - Dutjen
  - Turisch
- Versam[8]
  - Arezen
  - Calörtsch
  - Sculms[9]
    - Mittelhof
    - Vorderhof

  - Versam-Station

## Infrastrutture e trasporti
Safiental è servito dalle stazioni di Valendas-Sagogn e di Versam-Safien della Ferrovia Retica (linea Reichenau-Disentis).